# Leonid Wołoszyn (lekkoatleta)
Leonid Anatoljewicz Wołoszyn, cyr. Леонид Анатольевич Волошин (ur. 30 marca 1966 w Ordżonikidze) – rosyjski lekkoatleta specjalizujący się w trójskoku, który w pierwszych latach kariery startował w barwach Związku Radzieckiego.
W 1988 podczas igrzysk olimpijskich w Seulu był ósmy w rywalizacji skoczków w dal. Cztery lata później na igrzyskach w Barcelonie uplasował się tuż za podium zajmując 4. miejsce w trójskoku. Dwukrotnie zdobywał srebrne medale podczas mistrzostw świata (Tokio 1991 oraz Stuttgart 1993). W 1991 wywalczył halowe wicemistrzostwo świata. Mistrz Europy w trójskoku z 1990 roku oraz dwukrotny halowy mistrz Starego Kontynentu (1992 i 1994). Trzykrotny złoty medalista mistrzostw ZSRR. Aktualny rekordzista Rosji w skoku w dal oraz w trójskoku (rezultat z hali).

## Osiągnięcia
| Rok  | Impreza                     | Miejsce   | Pozycja    | Wynik |
| ---- | --------------------------- | --------- | ---------- | ----- |
| 1985 | Mistrzostwa Europy juniorów | Chociebuż | 4. miejsce | 7,79  |
| 1988 | Igrzyska olimpijskie        | Seul      | 8. miejsce | 7,89  |
| 1990 | Mistrzostwa Europy          | Split     | 1. miejsce | 17,74 |
| 1991 | Halowe mistrzostwa świata   | Sewilla   | 2. miejsce | 17,04 |
| 1991 | Mistrzostwa świata          | Tokio     | 2. miejsce | 17,75 |
| 1992 | Halowe mistrzostwa Europy   | Genua     | 1. miejsce | 17,35 |
| 1992 | Igrzyska olimpijskie        | Barcelona | 4. miejsce | 17,65 |
| 1993 | Mistrzostwa świata          | Stuttgart | 2. miejsce | 17,65 |
| 1994 | Halowe mistrzostwa Europy   | Paryż     | 1. miejsce | 17,44 |

## Rekordy życiowe
- trójskok (stadion) – 17,75 m (1991)
- trójskok (hala) – 17,77 (1994); rekord Rosji, były rekord świata, 6. wynik w historii światowej lekkoatletyki
- skok w dal – 8,46 (1988); rekord Rosji